# Монгольский жаворонок
Монгольский жаворонок, или монгольский степной жаворонок (лат. Melanocorypha mongolica), — вид воробьиных птиц из семейства жаворонковых (Alaudidae).

## Описание
Длина тела 19 см, из которых от 6,7 до 8,6 см приходится на хвост. Масса около 60 грамм. У самца оперение верхней части тела пепельно-серое. Полоски через глаза, крылья и хвост чёрные. Низ тела, полосы на крыльях и по краям ступенчатого хвоста белые. В полёте хвост у птицы длинный и клиновидной формы, а крылья округлые и короткие. Самка похожа на самца.

## Распространение
Обитает в России на северном пределе распространения: на юге Тувы, к югу от хребта Западный и Восточный Танну-Ола; на юге Бурятии, в среднем течении реки Селенги, Боргойской степи; на юге Читинской области, в верхнем течении реки Аргуни, Агинской и Борзинской степи. Распространён в Китае и Монголии.

## Питание
Летом кормится разнообразными прямокрылыми, жуками, муравьями, проволочниками, личинками и гусеницами, зимой — семенами сорных трав, в сельхозугодиях — опавшим зерном.

## Место обитания
Населяет степи и нагорные плато. Обитает на целинных и залежных участков, занятых разнотравно-злаковыми, полынными, ковыльными, ковыльно-злаковыми высокотравными ассоциациями. Встречается на закреплённых песках, поросших злаками и куртинами чия, злаковых пастбищах с зарослями караганы, полыни, чабреца.

## Размножение
Гнездо на земле. В кладке 3—4 серых с бурыми пятнышками яйца. Петь начинает в двадцатых числах марта, сначала — днём и на земле, позже, в начале апреля, поёт в воздухе. В Монголии гнездится дважды в лето.